# 소식법
소식법(所識法) 즉 요별되는 법 또는 인식되는 법은 부파불교의 설일체유부의 논서 《아비달마품류족론》 제5권에 나열된 1법(一法)들인 소지법(所知法) · 소식법(所識法) · 소통달법(所通達法) · 소연법(所緣法) · 증상법(增上法) 가운데 하나이다.
《아비달마품류족론》 제6권에 따르면,
소식법(所識法) 즉 요별되는 법이란 곧 일체법(一切法)이다. 즉, 소식법은 식소식수기사(識所識隨其事) 즉 식(識)으로써 요별하게 되는 법(法)으로서 각각의 식(識)에 해당되는 것[事]을 말하며, 이들 전체는 곧 일체법(一切法)이다.
보다 구체적으로는 소식법은 다음을 말한다.
- 안식(眼識)으로써 색경[色]을 요별하는 것
- 이식(耳識)으로써 성경[聲]을 요별하는 것
- 비식(鼻識)으로써 향경[香]을 요별하는 것
- 설식(舌識)으로써 미경[味]을 요별하는 것
- 신식(身識)으로써 촉경[觸]을 요별하는 것
- 의식(意識)으로써 법[法]을 요별하는 것.

위 목록의 마지막 항목인 의식으로써 법을 요별하는 것은 안근[眼] · 색경[色] · 안식(眼識), 비근[鼻] · 향경[香] · 비식(鼻識), 설근[舌] · 미경[味] · 설식(舌識), 신근[身] · 촉경[觸] · 신식(身識), 의근[意] · 법경[法] · 의식(意識)을 의식(意識)이 (총체적으로) 요별하는 것을 뜻한다.

## 같이 보기
- 1법
- 소연경
- 소연경의 목록

## 참고 문헌
- 곽철환 (2003). 《시공 불교사전》. 시공사 / 네이버 지식백과. |title=에 외부 링크가 있음 (도움말)
- 미륵 지음, 현장 한역, 강명희 번역 (K.614, T.1579). 《유가사지론》. 한글대장경 검색시스템 - 전자불전연구소 / 동국역경원. K.570(15-465), T.1579(30-279). |title=에 외부 링크가 있음 (도움말)
- 세친 지음, 현장 한역, 권오민 번역 (K.955, T.1558). 《아비달마구사론》. 한글대장경 검색시스템 - 전자불전연구소 / 동국역경원. K.955(27-453), T.1558(29-1). |title=에 외부 링크가 있음 (도움말)
- 운허.  동국역경원 편집, 편집. 《불교 사전》. |title=에 외부 링크가 있음 (도움말)
- (영어) DDB. 《Digital Dictionary of Buddhism (電子佛教辭典)》. Edited by A. Charles Muller. |title=에 외부 링크가 있음 (도움말)
- (중국어) 미륵 조, 현장 한역 (T.1579). 《유가사지론(瑜伽師地論)》. 대정신수대장경. T30, No. 1579. CBETA. |title=에 외부 링크가 있음 (도움말)
- (중국어) 佛門網. 《佛學辭典(불학사전)》. |title=에 외부 링크가 있음 (도움말)
- (중국어) 星雲. 《佛光大辭典(불광대사전)》 3판. |title=에 외부 링크가 있음 (도움말)
- (중국어) 세친 조, 현장 한역 (T.1558). 《아비달마구사론(阿毘達磨俱舍論)》. 대정신수대장경. T29, No. 1558, CBETA. |title=에 외부 링크가 있음 (도움말)